# Dinámica de partículas markovianas
La dinámica de partículas markovianas (DMP, del inglés, Dynamics of Markovian particles) es la base de una Teoría cinética de partículas en sistemas heterogéneos abiertos. Puede verse como una aplicación de la noción de proceso estocástico concebido como una entidad física; por ejemplo, la partícula se mueve porque hay una probabilidad de transición que actúa sobre ella.
Se pueden notar dos características particulares de DMP: 
1. Una relación de tipo ergódica entre el movimiento de la partícula y el estado estacionario correspondiente.
2. La noción clásica de volumen geométrico no aparece en ninguna parte (por ejemplo, un concepto como flujo de "sustancia" no se expresa como litros por unidad de tiempo sino como número de partículas por unidad de tiempo).

Aunque primitivo, el DMP se ha aplicado para resolver una paradoja clásica de la absorción de mercurio por peces y moluscos. La teoría también se ha aplicado para una derivación puramente probabilística del principio físico fundamental: la conservación de la masa; esto podría verse como una contribución a la vieja y actual discusión sobre la relación entre la física y la teoría de la probabilidad.